# Tuerie de l'université d'État de Jackson
La tuerie de l'université d'État de Jackson a lieu le vendredi 15 mai 1970 au Jackson State College (aujourd'hui Jackson State University), Jackson, Mississippi. Le 14 mai 1970, un groupe d'étudiants est confronté à la police de la ville et de l'État. Peu après minuit, la police ouvre le feu, tuant deux étudiants et en blessant douze. L'événement se produit une dizaine de jours après la fusillade de Kent, au cours de laquelle la garde nationale tue quatre étudiants à l'université d'État de Kent dans l'Ohio.

## Chronologie
Un groupe d'une centaine d'étudiants noirs se rassemblent sur la rue Lynch (du nom du membre noir du Congrès de l'ère de la Reconstruction (1863-1877) John R. Lynch), le soir du jeudi 14 mai. Le groupe « aurait lancé des pierres sur des automobilistes blancs qui roulaient sur la route principale du campus - souvent le lieu d'affrontements entre des résidents blancs et noirs de Jackson ». Vers 21 h 30, les étudiants déclenchent des incendies, jettent des pierres sur des automobilistes et renversent des véhicules, après une rumeur du décès de Charles Evers. Les pompiers dépêchés sur les lieux demandent rapidement le soutien de la police.
La police répond avec force. Au moins 75 unités de police de la ville de Jackson et de la Mississippi Highway Patrol tentent de contrôler la foule pendant que les pompiers éteignent les incendies. Après que les pompiers aient quitté les lieux peu avant minuit, la police se déplace pour disperser la foule qui s'était rassemblée devant Alexander Hall, un dortoir pour femmes.
Avancés entre 15 et 30 m de la foule, les agents ouvrent le feu sur le dortoir. La cause exacte de la fusillade et les moments qui l'ont précédé ne sont pas clairs. Les autorités disent avoir vu un tireur à l'un des étages supérieurs de l'immeuble et être sous un feu venant de toutes les directions. Plus tard, deux policiers de la ville et un patrouilleur ont signalé des blessures mineures causées par des éclats de verre et une recherche par le FBI de preuves de l'existence de tireurs s'est avérée négative. Les étudiants disent qu'ils n'ont pas provoqué les officiers. Les tirs durent environ 30 secondes, et plus de 400 munitions sont tirées par une quarantaine de patrouilleurs de la Highway Patrol. Chaque fenêtre d'un côté du bâtiment donnant sur la rue Lynch a été brisée.
La foule se disperse et plusieurs personnes sont piétinées ou coupées par des bris de verre. Phillip Lafayette Gibbs, 21 ans, et James Earl Green, 17 ans de la Jim Hill High School proche sont tués, douze autres blessés.

## Conséquences
La President's Commission on Campus Unrest (en) a enquêté sur cet événement et a également tenu des audiences publiques à Los Angeles, Washington et dans l'université Kent State. Il n'y a eu aucune arrestation en lien avec les décès, bien que la commission ait conclu « que la fusillade de 28 secondes des policiers était une réaction excessive, déraisonnable et injustifiée. Un barrage de tirs en réponse à des coups de feu de tireurs embusqués signalés et non confirmés n'est jamais justifié ».
L'université a commémoré l'événement en nommant la zone des tirs Gibbs-Green Plaza,. Un grand monument en pierre devant Alexander Hall près de la place rend également hommage aux deux victimes. Les dommages à la façade d'Alexander Hall causés par les tirs de la police sont toujours visibles.